# La Ventana de Canarias
La ventana de Canarias es un programa radiofónico que se emite de lunes a viernes a través de la red de emisoras de la Cadena SER en Canarias y actualmente está dirigido por la periodista Elena Falcón. 
En el programa se analizan los aspectos más relevantes de la actualidad de las islas, con entrevistas, reportajes, sonidos en la calle, debates y tertulias. 
La Ventana de Canarias comenzó a emitirse el 12 de enero de 2009, bajo la dirección, hasta el 17 de octubre de 2010, del periodista Jazael Ascanio.

## Equipo
La Ventana de Canarias cuenta con un equipo de periodistas jóvenes de la SER en las islas. Entre ellos se encuentra Verónica Iglesias, Eva Marrero, Pedro H. Murillo, Lucía Rodríguez y Eduardo Cabrera. Todos ellos pertenecen a alguna de las emisoras que tiene la SER en Canarias.

## Secciones
Los lunes comienza la semana con una entrevista o un debate, abordando en profundidad los asuntos que más actuales relacionados con la situación económica, social o política del archipiélago.
- Canarias en la red: en las islas se crean todos los días páginas web o en las redes sociales muy interesantes. Los lunes las conocemos.
- Municipios Encontrados: los martes, en La Ventana de Canarias, se pone en contacto a dos municipios del archipiélago con algún aspecto que les una.
- Ronda de Emisoras: Todos los redactores de las islas intervienen sobre los aspectos más curiosos de la actualidad, o diseccionando un mismo tema desde las diferentes emisoras de la SER.
- Radio Gofio: Es una de las más seguidas. Los viernes el periodista Agustín Padrón presenta su irónica visión de la actualidad política en el archipiélago con montajes de sonido.
- Los deportes: todos los viernes, se repasa la amplia agenda del fin de semana por parte de los equipos más representativos de las islas.

## Frecuencias
- Gran Canaria SER LAS PALMAS 102.4 FM / 100.3 FM / 99.8 FM / 101.9

- Tenerife RADIOCLUB TENERIFE 1.179 OM / 101.1 FM

- Lanzarote SER LANZAROTE 89.7 FM

- La Palma RADIO LA PALMA CADENA SER 101.6 FM

- EL Hierro RADIO GAROE 92.0 FM

- Datos: Q5965466